# Filip Nereusz Szaniawski
Filip Nereusz Szaniawski herbu Junosza (ur. w 1727 lub 1728, zm. 22 maja 1782 w dobrach Drzewica) – starosta kąkolownicki, starosta bolesławski w 1777 roku, poseł na sejmy, przemysłowiec.

## Życiorys
Był młodszym synem Fabiana Kazimierza i Eleonory z Potockich.
Wraz z bratem Teodorem przekazał sierpnia 1744 odziedziczony po ojcu klucz falencki w dzierżawę podkanclerzemu koronnemu Janowi Małachowskiemu. 27 września 1746 uzyskał starostwo radzickie w powiecie opoczyńskim z cesji ojczyma, podczaszego zatorskiego i oświęcimskiego Antoniego Grodzickiego. W 1748 dokonał podziału dóbr z bratem Teodorem. W powiecie opoczyńskim posiadał tu dobra Drzewica miał majętności w powiecie radomskim i sieradzkim. W 1752 otrzymał starostwo kąkolownickie w  ziemia łukowskiej. Obrany na sejmiku w Rawie 27 sierpnia 1760, posłował Szaniawski na sejm warszawski w 1760 W tym samym roku rozpoczął inwestycje gospodarcze w dobrach Drzewica. W pobliżu miasta wystawił wielki piec, jeden z najnowocześniejszych w ówczesnej Polsce oraz odlewnię. 12 grudnia 1766 otrzymał od króla Stanisława Augusta przywilej na założenie w miasteczku cechu rzemieślniczego  fabrykantów i rzemieślników. Powstały w Drzewicy wytwórnie pieców kaflowych i powozów, warsztaty rymarskie, browar oraz persjarnia, produkująca znane w kraju pasy jedwabne. Bogacąca się Drzewica otrzymała w tym okresie rynek, zabudowany murowanymi domami. Podpisał z województwa rawskiego 6 września 1764 elekcję Stanisława Augusta, był obecny 4 grudnia 1764 przy generalnym potwierdzeniu praw przez króla na sejmie koronacyjnym. 11 marca 1765 został szambelanem królewskim. Obrany na sejmiku w Gąbinie 24 sierpnia 1767 roku. W załączniku do depeszy z 2 października 1767 roku do prezydenta Kolegium Spraw Zagranicznych Imperium Rosyjskiego Nikity Panina, poseł rosyjski Nikołaj Repnin określił go jako posła właściwego dla realizacji rosyjskich planów na sejmie 1767 roku za którego odpowiada król, poseł ziemi gostynińskiej na sejm 1767 roku. 8 maja 1770 został kawalerem [Orderu św. Stanisława. Wg Kaspra Niesieckiego został wkrótce kawalerem Orderu Orła Białego, brak go jednak w zestawieniu Stanisława Łozy w Historii Orderu Orła Białego wyd. 1922 i 1939 nie wymieniono też orderu w nekrologu Szaniawskiego opublikowanego w Gazecie Warszawskiej. Sejm rozbiorowy  1773–1775 powołał go w skład komisji do rozsądzenia spraw dotyczących dóbr majątkowych i spraw spadkowych. Sam wszedł w posiadanie dóbr w województwie sandomierskim. 3 maja 1777 uzyskał bogate starostwo bolesławskie.Inwestycje hutnicze pochłonęły ogromne fundusze i doprowadziły do znacznego obciążenia długami dóbr dziedzicznych Szaniawskiego, który pod koniec życia miał duże kłopoty z wierzycielami.12 marca 1781 w Dorotce spisał testament, zmarł w dobrach Drzewica, został pochowany w kościele parafialnym w Drzewicy.

## Rodzina
Filip Nereusz Szaniawski od grudnia 1744 był żonaty z Ludwiką Załuską starościanką rawskią (zm. 21 sierpnia 1797). Para doczekała się  czterech córek i sześciu synów. 
- Marianna - żona Joachima Tarnowskiego, starosty stanisławskiego bezdzietna.
- Ewa - żona Karola Wessela starosty libiertowskiego bezdzietna.
- Zofia - żona Antoniego Grabińskiego, prezesa trybunału departamentu Warszawskiego
- Ludwika - (ur. 1755 – zm. 22 kwietnia 1811) w zakonie Scholastyka, ksieni bernardynek w Nieświeżu.
- Andrzej zmarł w 1796 mając 33 lata  bezdzietnie
- Kazimierz zmarł będąc kawalerem
- Józef (zm. 1809) - od 7 czerwca 1769 koadiutor opactwa wąchockiego, następnie opat wąchocki, prałat kapituły krakowskiej, i radca konsystorza krakowskiego, kawaler orderu św Stanisława.
- Fabian (ur. 1753 – zm. 11 stycznia 1814) szambelan królewski, dziedzic Drzewicy, żonaty miał córkę Ludwikę
- Kajetan (ur. 1771 - zm. po 1803)
- Wincenty Michał (ur. 1774) major Wojsk Polskich,